# Horcajo de Montemayor
Horcajo de Montemayor és un municipi de la província de Salamanca, a la comunitat autònoma de Castella i Lleó.